# Susanthika Jayasinghe
Kameradin Susanthika Jayasinghe (Atnawala, 17 dicembre 1975) è un'ex velocista singalese.

## Biografia
È cresciuta in una famiglia povera in un piccolo villaggio a 60 km a nord di Colombo. Ai Mondiali di Atene del 1997 vince la medaglia d'argento nei 200 m piani, imponendosi a livello internazionale all'età di 22 anni. Dopo l'eccellente risultato decide di trasferirsi negli Stati Uniti d'America per allenarsi meglio.
Nell'aprile del 1998 viene sospesa dalle competizioni dopo esser stata trovata positiva ad un test anti-doping; lei accusò che il test era truccato, per via delle sue convinzioni politiche e per i suoi disaccordi col Ministero dello Sport. In seguito viene assolta dall'accusa.
Ai Giochi olimpici di Sydney del 2000 ottiene nei 200 m piani la medaglia di bronzo, conquistando la seconda medaglia olimpica per lo Sri Lanka dopo quella ottenuta da Duncan White nel 1948. Senza avere avuto praticamente nessun supporto economico dalle associazioni sportive del suo Paese, contrae molti debiti per poter partecipare ai Giochi di Sydney, ma dopo aver vinto la medaglia viene aiutata da una colletta nazionale a rientrare in Sri Lanka.
Successivamente, nel dicembre 2009, il CIO, dopo aver revocato causa doping il titolo dei 200 m alla vincitrice Marion Jones, decide di riassegnare le medaglie, consegnando a Susanthika Jayasinghe la medaglia d'argento.
Nel 2002 conquista due ori su 100 e 200 m piani ai Campionati asiatici organizzati a Colombo, nella sua nazione. Doppio successo che verrà ripetuto nel 2007 ai Campionati asiatici di Amman, Giordania. Il 31 agosto del 2007, a dieci anni di distanza dalla sua precedente medaglia mondiale, torna su un podio iridato vincendo la medaglia di bronzo sui 200 m piani ai Mondiali di Osaka.

## Palmarès
| Anno | Manifestazione          | Sede        | Evento      | Risultato        | Prestazione | Note                                     |
| ---- | ----------------------- | ----------- | ----------- | ---------------- | ----------- | ---------------------------------------- |
| 1994 | Giochi asiatici         | Hiroshima   | 200 m piani | Argento          | 23"57       |                                          |
| 1995 | Campionati asiatici     | Giacarta    | 100 m piani | Argento          | 11"37       |                                          |
| 1995 | Campionati asiatici     | Giacarta    | 200 m piani | Oro              | 23"00       |                                          |
| 1995 | Mondiali                | Göteborg    | 100 m piani | Quarti di finale | 11"76       |                                          |
| 1995 | Mondiali                | Göteborg    | 200 m piani | Batteria         | dq          |                                          |
| 1996 | Giochi olimpici         | Atlanta     | 100 m piani | Quarti di finale | dnf         |                                          |
| 1997 | Mondiali                | Atene       | 200 m piani | Argento          | 22"39       |                                          |
| 1999 | Mondiali                | Siviglia    | 100 m piani | Quarti di finale | dns         |                                          |
| 2000 | Giochi olimpici         | Sydney      | 100 m piani | Semifinale       | 11"33       |                                          |
| 2000 | Giochi olimpici         | Sydney      | 200 m piani | Argento          | 22"28       | Record nazionale                         |
| 2001 | Mondiali indoor         | Lisbona     | 200 m piani | 4ª               | 23"24       |                                          |
| 2001 | Mondiali                | Edmonton    | 200 m piani | Batteria         | dq          |                                          |
| 2001 | Mondiali                | Edmonton    | 4×100 m     | Batteria         | 43"89       | Record nazionale                         |
| 2002 | Giochi del Commonwealth | Manchester  | 100 m piani | 4ª               | 11"08       | Miglior prestazione personale stagionale |
| 2002 | Giochi del Commonwealth | Manchester  | 200 m piani | Batteria         | dq          |                                          |
| 2002 | Giochi del Commonwealth | Manchester  | 4×100 m     | 6ª               | 44"25       |                                          |
| 2002 | Campionati asiatici     | Colombo     | 100 m piani | Oro              | 11"29       | Record dei campionati                    |
| 2002 | Campionati asiatici     | Colombo     | 200 m piani | Oro              | 22"84       | Record dei campionati                    |
| 2002 | Giochi asiatici         | Pusan       | 100 m piani | Oro              | 11"15       | Record dei Giochi                        |
| 2002 | Giochi asiatici         | Pusan       | 200 m piani | Finale           | dns         |                                          |
| 2003 | Mondiali                | Saint-Denis | 100 m piani | Quarti di finale | dnf         |                                          |
| 2006 | Giochi asiatici         | Doha        | 100 m piani | Argento          | 11"34       | Record dei campionati                    |
| 2006 | Giochi asiatici         | Doha        | 200 m piani | Bronzo           | 23"42       |                                          |
| 2006 | Giochi asiatici         | Doha        | 4×100 m     | 4ª               | 46"03       |                                          |
| 2007 | Campionati asiatici     | Amman       | 100 m piani | Oro              | 11"19       | Record dei campionati                    |
| 2007 | Campionati asiatici     | Amman       | 200 m piani | Oro              | 22"99       |                                          |
| 2007 | Mondiali                | Osaka       | 100 m piani | Quarti di finale | dq          |                                          |
| 2007 | Mondiali                | Osaka       | 200 m piani | Bronzo           | 22"63       |                                          |
| 2008 | Giochi olimpici         | Pechino     | 200 m piani | Semifinale       | 22"98       |                                          |

## Altre competizioni internazionali
1999
- 8ª alla Grand Prix Final ( Monaco di Baviera), 200 m piani - 23"13

2002
- Argento in Coppa del mondo ( Madrid), 100 m piani - 11"20
- 4ª in Coppa del mondo ( Madrid), 200 m piani - 22"82